# 印度體育
印度的體育歷史可以追溯到吠陀時期，西方體育運動要到英國統治期間才傳入。板球目前是最受歡迎的運動；它的電視收視率最高，印度板球超級聯賽是該國最受關注的體育聯賽。足球也越來越受歡迎，其中印度超級聯賽是國內最高水準的足球聯賽，國家隊在亞運會和南亞運動會上亦多次奪得金牌。印度足球的其他成就包括：進入1960年奧運小組賽，獲得1950年世界盃資格，並贏得南亞足球錦標賽冠軍。印度在曲棍球方面也取得了成功，贏得了世界盃冠軍和多枚奧運獎牌。其他熱門運動包括卡巴迪、羽毛球、網球、田徑和Kho kho。高爾夫、欖球、摔跤、拳擊、賽車運動和籃球等運動也在全國各地也有民眾參與。

## 傳統運動
印度是瑜伽的發源地，每年都有不少瑜伽愛好者從世界各地前來尋找瑜伽大師進行深造。
根據中國的說法，天下武功出少林，少林的功夫則出自天竺，是達摩祖師由印度到中國宏揚佛法時帶過去的。

## 伸延閱讀
- Sen, Ronojoy (2015). Nation at Play : A History of Sport in India. New York: Columbia University Press. ISBN 978-0-231-16490-0
- অযান্ত্রিক. . puronokolkata.com. Purono Kolkata. 18 June 2014  [2021-04-21]. （原始内容存档于28 January 2023） （英语）.